# Laghi
Laghi es una localidad italiana de la provincia de Vicenza, región de Véneto, con 130 habitantes.
Cuenta con una superficie de 22,2 km², y se encuentra a 550 m sobre el nivel del mar, y a 50 km de la ciudad de Vicenza.
La pequeña ciudad data del Medioevo, y su población fue originalmente germana. Alcanzó su tope con casi mil pobladores justo antes de comenzar la Primera Guerra Mundial. A partir de entonces una emigración lenta pero inexorable redujo su población hasta quedar con menos de 200 habitantes a fines de la década del 70. La reducción continúa aun hoy, pero de manera vegetativa.
Varias familias y sus apellidos originarios de Laghi han emigrado y proliferado en Argentina, Sudáfrica y Australia. Las familias de apellido Lanaro, Silvestri y Lorenzatto de Federación y Chajarí (Entre Ríos, Argentina) son originarias de Laghi.

## Evolución demográfica
| Gráfica de evolución demográfica de Laghi entre 1861 y 2001 |
|                                                             |
| fuente ISTAT - elaboración gráfica a cargo de Wikipedia     |